# Big Tasty
Big N' Tasty je hamburger koji proizvodi restoran brze hrane McDonald's. U SAD-u se zove Big N' Tasty, no u puno zemalja naziva se Big Tasty. Big Tasty, bez slova N, prvo je izašao u Saudijskoj Arabiji, a zatim u dijelovima Europe, Južne Amerike, Bliskoga istoka te u Južnoj Africi i Tajvanu.

## Hranjiva vrijednost
| Sastojci           | Vrijednosti |
| ------------------ | ----------- |
| Energ. vrijednosti | 35%1        |
| Masnoća            | 58%1        |
| od čega je ZMK     | 68%1        |
| Šećera             | 11%1        |
| Soli               | 56%1        |

1 Postotak dnevnih potreba prosječne odrasle osobe

## Nutritivne vrijednosti
| Sastojci        | Vrijednosti |
| --------------- | ----------- |
| Kalorije (kcal) | 702,5       |
| Masti           | 40,9 g      |
| Ugljikohidrati  | 49,9 g      |
| Bjelančevine    | 35,6 g      |